# Fritz Kurt Hauschild
Fritz Kurt Hauschild (* 8. Dezember 1908 in Chemnitz; † 13. Januar 1974 in Leipzig) war ein deutscher Chemiker, Arzt und Pharmakologe. Er wurde besonders bekannt durch die Einführung des Pervitins in die ärztliche Praxis und als Verfasser des ersten und bis heute (2014) umfangreichsten deutschsprachigen Lehrbuchs der Pharmakologie nach dem Zweiten Weltkrieg.

## Leben
Hauschilds Vater war praktischer Arzt. Der Sohn studierte ab 1928 in Göttingen, München und Leipzig Chemie und Medizin. 1932 legte er die Diplomprüfung in Chemie, 1934 das medizinische Staatsexamen ab. Im selben Jahr wurde er mit der von dem Leipziger Pharmakologen Oskar Gros (1877–1947) betreuten Arbeit Zur Pharmakologie und Chemie des Curins, eines Bestandteils des Pfeilgifts Tubocucare, zum Dr. med. promoviert. Er erhielt eine Assistentenstelle am Leipziger Pharmakologischen Institut. 1937 wechselte er zu den Vereinigten Chemischen Fabriken H. Temmler in Berlin. Dort entwickelte er das Methamphetamin, chemisch ein Phenylalkylamin, pharmakologisch ein Sympathomimetikum, zu dem als Markenartikel geschützten Pervitin. Er machte es zum Gegenstand seiner Habilitationsschrift Zur Chemie und Pharmakologie der Phenylalkylamine. Die Habilitation betreute der Berliner Pharmakologe Wolfgang Heubner. 1941 übernahm Hauschild für kurze Zeit die Leitung der Pharmakologischen Abteilung der ASTA-Werke im Bielefelder Stadtbezirk Brackwede. 1942 und 1943 arbeitete er bei Fritz Külz am Pharmakologischen Institut der Universität Frankfurt am Main, anschließend bei Fritz Eichholtz am Pharmakologischen Institut der Universität Heidelberg, von wo er aber bald als Infanterie-Arzt einberufen wurde. Aus dem Zweiten Weltkrieg kehrte er 1945 ans Heidelberger Institut zurück. Am 1. Juni 1945 trat er in die Kommunistische Partei Deutschlands ein. Nach dem Tod seines Vaters versorgte er von März bis Juni 1947 dessen ärztliche Praxis in Greiz in Thüringen.
Am 1. Juli 1947 übernahm er den Aufbau einer Pharmakologischen Abteilung bei den Deutschen Hydrierwerken in Rodleben in der sowjetischen Besatzungszone, heute einem Stadtteil von Dessau-Roßlau. Das Werk hatte zum Henkel-Konzern gehört und chemisch über Sulfonamide geforscht, deren pharmakologische Prüfung aber extern vergeben. Inzwischen war das Werk als VEB DHW Rodleben verstaatlicht. Es kam bald zu Spannungen mit der Geschäftsleitung, doch beriet Hauschild das Hydrierwerk bis in die 1970er Jahre. Von 1948 bis 1949 nahm er eine Dozentenstelle bei Friedrich Holtz am Pharmakologischen Institut der Universität Halle-Wittenberg ein. 1949 folgte er Ludwig Lendle (1899–1969) auf dem Lehrstuhl für Pharmakologie der Universität Leipzig. In seiner Bewerbung hatte er geschrieben: „Ich finde die ganze Situation fast schicksalhaft und würde natürlich glücklich sein, das Endziel meiner Arbeit in Form einer Berufung nach Leipzig zu erreichen, damit würde sich der Kreis meiner 1937 begonnenen Wanderschaft schließen und ich wieder dahin kommen, wo ich seinerzeit hoffnungsvoll meine pharmakologische Tätigkeit begonnen habe.“ Von 1954 bis 1956 hatte er zusätzlich einen Lehrauftrag an der neu gegründeten Medizinischen Akademie Magdeburg und leitete dort Planung und Bau des Pharmakologischen Instituts. 1961 trat er nach Auseinandersetzungen um einen nie realisierten Institutsneubau in Leipzig aus der SED aus. 1963 wurde unter der Leitung von Volker Görisch (1928–1994) eine Arbeitsgruppe Toxikologie eingerichtet und das Institut in Institut für Pharmakologie und Toxikologie umbenannt.
Seit Ende der 1960er Jahre schwer krank, stellte Hauschild 1972 in Leipzig einen Antrag auf vorzeitige Emeritierung. Volker Görisch schrieb: „In seinen letzten Monaten bot er das tragische Bild eines hochintelligenten Mannes, der sich mit aller verfü̈gbaren Willenskraft gegen die Anerkennung des eigenen Leidens wehrt. Auch darin lag Grö̈ße, die Hochachtung verdient.“ Nachfolger in Leipzig wurde Martin Müller (* 1928), der sich 1963 bei Hauschild habilitiert hatte.

## Forschung

### Pervitin
Hauschilds weitaus folgenreichster Forschungserfolg war die Entwicklung des Pervitins – folgenreich bis heute, bedenkt man den Missbrauch als Droge, speziell als Stimulans, unter vielen Namen wie „Crystal Meth“. Die pharmakologische Gruppe der Sympathomimetika, in die Methamphetamin und andere Phenylalkylamine gehören, war seit Anfang des 20. Jahrhunderts vielfach bearbeitet worden, so 1910 in England von dem Chemiker George Barger und dem Pharmakologen Henry Hallett Dale. In den Vereinigten Staaten war 1933 das chemisch nahestehende, um eine Methylgruppe ärmere Amphetamin als „Benzedrin“ in den Handel gekommen. Die Temmler-Werke ließen sich die Herstellung von Methamphetamin 1937 patentieren. Hauschild untersuchte es sowohl tierexperimentell als auch im Selbstversuch – er nahm 5 mg und fand die Stimulation milder, aber länger anhaltend als bei Benzedrin. Der erste Bericht erschien im September 1938 in der Klinischen Wochenschrift. „Das allgemeine Vergiftungsbild bei Pervitin wird bei allen Tierarten von eigenartigen zentralen Erscheinungen beherrscht. 1 – 2 Minuten nach Verabreichung der letalen Dosis, z. B. bei der Ratte, werden die Tiere unruhig, laufen aufgeregt hin und her, putzen sich und beschnuppern alles. Diese Erregung wird immer hochgradiger, die Tiere haben dauernd etwas zu tun, sie drehen sich ‚tanzend‘ oft stundenlang im Kreis, teils fressen sie sich vor Erregung die Pfoten und die Bauchdecke an, so daß sie heftig bluten.“ Drei Monate später war in derselben Zeitschrift unter der Überschrift Neue Spezialitäten (einschließl. Nährpräparate und Geheimmittel) zu lesen: „Pervitin: 1-Phenyl-2-Methylaminopropan. (Oral als Kreislauf- und psychisches Stimulans.) H.: Temmler-Werke, Berlin.“
Noch im selben Jahr wurde Pervitin von dem Physiologen Otto Friedrich Ranke am Institut für Allgemeine und Wehrphysiologie der Militärärztlichen Akademie in Berlin an Studenten getestet und bald verbreitet zur Entmüdung ge- und missbraucht, nicht zuletzt beim Militär. So fand es Eingang in die Briefe Heinrich Bölls aus seiner Soldatenzeit. Am 6. September 1939 schrieb Böll aus der Winkelhausen-Kaserne in Osnabrück: „Liebe Eltern und Geschwister! <...> Wir liegen zu fünf Mann auf einer Stube, die fast so groß ist wie unser Wohnzimmer. Radioapparat bzw. Lautsprecher, der zentral bedient wird, ist auch vorhanden. Die Musik ist manchmal wirklich ein großer Trost für mich (im übrigen Pervitin nicht zu vergessen, das ganz besonders nach Nächten mit Alarm wunderbare Dienste tut).“ Am 9. November 1939 ebenfalls aus Osnabrück: „Der Dienst ist stramm, und Ihr müßt verstehen, wenn ich späterhin nur alle 2 – 4 Tage schreibe. Heute schreibe ich hauptsächlich um Pervitin!“ Am 2. Mai 1940 aus Osnabrück: „Vielleicht könntet Ihr mir noch etwas Pervitin für meinen Vorrat besorgen?“ Am 19. Juli 1940 aus Bromberg, Polen: „Ich bin todmüde und will nun Schluß machen. Schickt mir nach Möglichkeit bald noch etwas Pervitin und von den Hilhall- oder Kamil-Zigaretten; außerdem eine kleine Unterhose. Papier habe ich noch genug. Viele herzliche Grüße in Dankbarkeit Euer Heinrich.“
Hauschild veröffentlichte 1940 noch eine breit angelegte Untersuchung über die Pharmakodynamik der Phenylalkylamine, also ihre Wirkung im Körper, 1941 eine breite Untersuchung über ihre Pharmakokinetik, also ihr Schicksal im Körper. Er gehört neben Barger, Dale, Peter Holtz, Hermann Blaschko, Heribert Konzett und anderen zu den Forschern, die in der ersten Hälfte des 20. Jahrhunderts die Pharmakologie dieser Stoffklasse erarbeitet und sich so in die Geschichte der Catecholaminforschung – die Catecholamine, etwa das Adrenalin, sind die wichtigsten körpereigenen Phenylalkylamine – eingeschrieben haben. Eine Prüfung der Wechselwirkung von Adrenalin mit aliphatischen Aminen, durchgeführt in Heidelberg und veröffentlicht 1948, und eine Prüfung des Adrenochroms, eines Abbauproduktes des Adrenalins, durchgeführt in Leipzig und veröffentlicht 1961, waren Nachklänge.

### Sonstiges
Hauschilds Arbeitsmöglichkeiten in der sowjetischen Besatzungszone und späteren Deutschen Demokratischen Republik waren beschränkt. Die pharmakologische Forschung diente der „Eigenversorgung“ der DDR mit Arzneimitteln und dem Export in die osteuropäischen Länder. Auf dem westlichen Pharmamarkt spielten Arzneimittel aus der DDR kaum eine Rolle. „Trotz erheblicher Bemühungen,“ so Hauschild selbst, blieb „die pharmakologische Forschung in der DDR hinter dem Weltstand deutlich zurück“. Sie werde „durch Überlastung mit zweckentfremdender Verwaltungs- und Planungstätigkeit gehemmt. Die Beschaffung zahlreicher, z. T. auch wertmäßig geringfügiger Hilfsmittel, Geräte, Chemikalien usw.“ führe zu einem untragbaren Verschleiß an Zeit und Arbeitskraft.
Aus Leipzig stammen Arbeiten über den Komplexbildner Ethylendiamintetraessigsäure, Wechselwirkungen zwischen Adenosin und einem Theophyllinderivat, die Ätzwirkung von Wasserstoffperoxid, die Toxizität des Neuroleptikums Chlorpromazin und Antidote bei Vergiftung mit Phosphorsäureestern.
Nach einer Untersuchung Hauschilds über die Brauchbarkeit verzweigtkettiger Fettsäuren zur Varizenverödung wurde 2-Hexyldecansäure  von der Hydrierwerken als Devaricin® in den Handel gebracht. Es war zusätzlich „bactericid und anästhetisch wirksam“. Auch an der Entwicklung des Phenothiazins Diethazin, Thianthan® zum Antihistaminikum war Hauschild beteiligt. Schließlich leitete er die pharmakologische Untersuchung des Trapidils, für die Hydrierwerke geschützt als Rocornal®, eines Mittels bei koronarer Herzkrankheit, „des einzigen im westlichen Ausland erfolgreichen DDR-Präparates“. Es wird bis heute klinisch gebraucht und auf seinen molekularen Mechanismus untersucht.

## Das Lehrbuch
Das von Hans Horst Meyer und Rudolf Gottlieb verfasste Werk Die experimentelle Pharmakologie als Grundlage der Arzneibehandlung, genannt der „Meyer-Gottlieb“, war zuletzt, in der 9. Auflage, 876 Seiten stark, 1936 erschienen. Danach, 1939, hatte der Heidelberger Pharmakologe Fritz Eichholtz sein Lehrbuch der Pharmakologie im Rahmen einer allgemeinen Krankheitslehre für praktische Ärzte und Studierende veröffentlicht. Davon erschienen nach dem Zweiten Weltkrieg, zwischen 1947 und 1957, fünf Auflagen, die letzte, 9. Auflage 605 Seiten stark. Außerdem wurde aus fremden Sprachen übersetzt, nämlich 1947 aus dem Dänischen die Pharmakologie als theoretische Grundlage einer rationellen Pharmakotherapie des Kopenhagener Pharmakologen Knud Ove Møller (1896–1973), 744 Seiten, und 1951 aus dem Englischen die Pharmakologie des Edinburgher Pharmakologen John Henry Gaddum, 408 Seiten.
Das erste neue genuin deutschsprachige Nachkriegs-Lehrbuch veröffentlichte 1956 Fritz Hauschild im DDR-, also Leipziger Thieme-Verlag: Pharmakologie und Grundlagen der Toxikologie, 1106 Seiten. Im Literaturverzeichnis nennt er sowohl den „Meyer-Gottlieb“ als auch die Bücher von Eichholtz, Møller und Gaddum. Westdeutschland hinkte nach. 1964 erschien im westdeutschen, also Stuttgarter Thieme-Verlag ein Kurzes Lehrbuch der Pharmakologie von Gustav Kuschinsky und Heinz Lüllmann, 331 Seiten. Im Vorwort und im Literaturverzeichnis wird zwar das Buch von Møller, nicht aber das von Hauschild aus dem ostdeutschen Thieme-Zweig erwähnt. Auch der „Meyer-Gottlieb“ und die Bücher von Eichholtz und Gaddum fehlen. 1965 schließlich begründeten Wolfgang Forth, Dietrich Henschler und Walter Rummel ihre Allgemeine und systematische Pharmakologie und Toxikologie, 606 Seiten. Sie machen keine Angaben zu Vorgängern.
Die Überlegenheit von Hauschilds Buch, was Ausführlichkeit angeht, wird dadurch unterstrichen, dass viele Abschnitte klein gedruckt sind. Mit Volker Görisch brachte Hauschild 1964 auch eine Kurzversion Einführung in die Pharmakologie und Arzneiverordnungslehre heraus, 399 Seiten, deren „erste Auflage schon wenige Tage nach Erscheinen vergriffen war“. Das große Buch erlebte vier Auflagen (zuletzt 1973), das kleine zwei (zuletzt 1968).

## Berufspolitik
Hauschild war 1956 maßgeblich an der Gründung einer Arbeitsgemeinschaft der Pharmakologen der Industrie und der Hochschulen der DDR beteiligt, 1967 umbenannt in Pharmakologische Gesellschaft der DDR und 1973 in Gesellschaft für Pharmakologie und Toxikologie der DDR. Er war Mitglied des Zentralen Gutachterausschusses für den Arzneimittelverkehr und der Arzneibuchkommission der DDR und Mitherausgeber der Zeitschriften Die Pharmazie und Medicamentum.

## Ehrungen
Hauschild wurde 1957 mit dem Nationalpreis der DDR und 1959 mit dem Vaterländischen Verdienstorden ausgezeichnet. 1963 erhielt er die Purkinje-Medaille der tschechoslowakischen Ärztegesellschaft. Seit 1964 war er ordentliches Mitglied der Deutschen Akademie der Wissenschaften zu Berlin.